# Gemeinde Hodoš
Hodoš, ungarisch Hodos (ungarisch auch Őrihodos, deutsch: Hodosch) ist der Name einer zweisprachigen Gemeinde und ihres Hauptortes in der Region Goričko, dem hügeligen Teil der historischen Region Prekmurje in Slowenien.

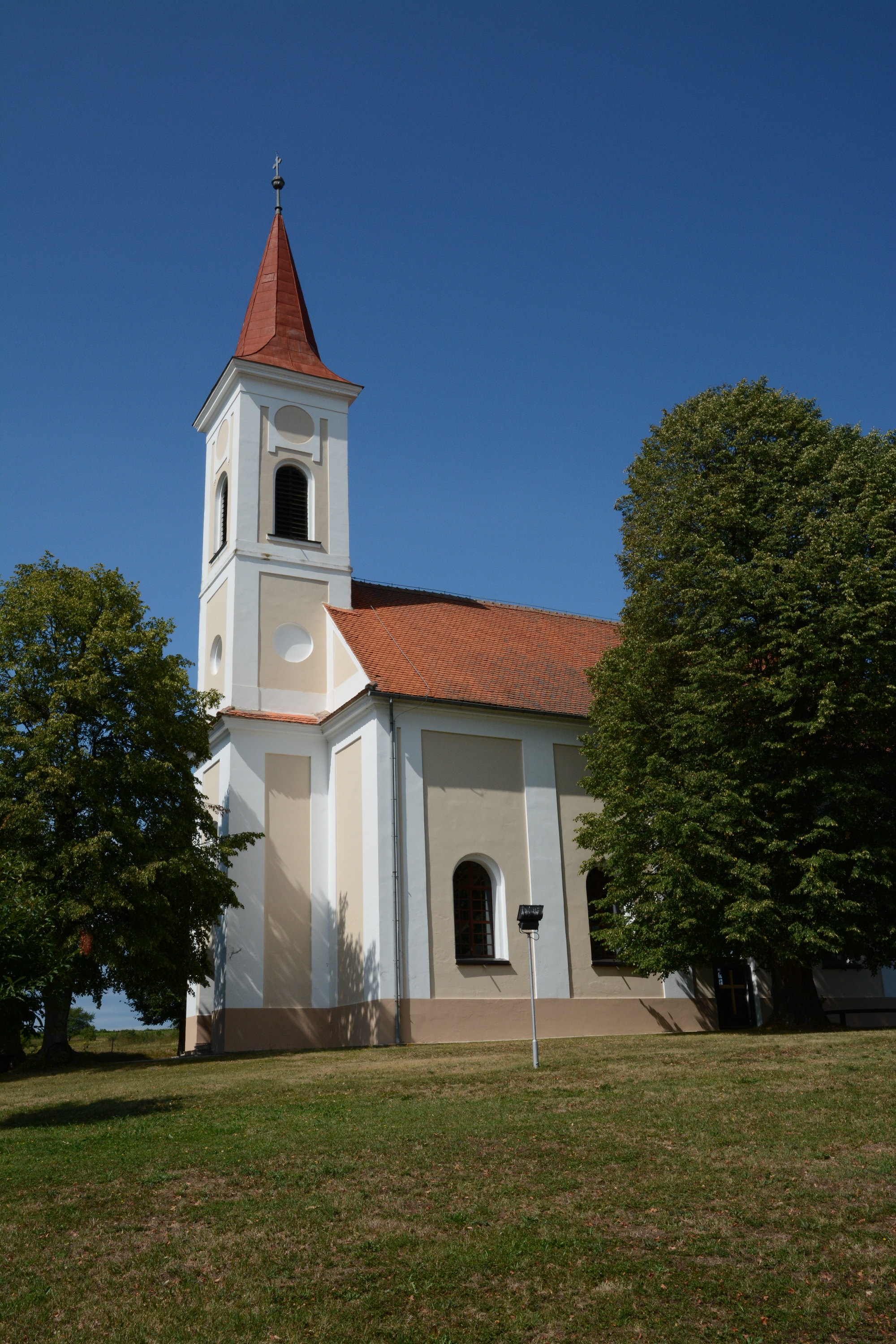
Kirche in Hodoš

## Geographie
Die Kommune nimmt den nordöstlichen Bereich des Hügel- und Grabenlandes von Goričko ein. Das Gebiet der Gesamtgemeinde Hodoš erstreckt sich über eine Fläche von 18,1 km² und grenzt im Norden, Osten und Süden an das Komitat Vas/Eisenburg in Ungarn und im Westen an die slowenische Nachbargemeinde Šalovci.
Das Gemeindegebiet umfasst den mit großen Mischwaldungen bestandenen Quellbereich des Tihi potok an der Wasserscheide von Zala und Mur. Dieser Bach wird bald vom Dolenski potok aufgenommen, der wiederum südlich von Hodoš in die Kerka (slow. Velika Krka, ung. Nagy Kerka) mündet. Der bewaldete Süden der Gemeinde wird von den Bächen Jarek und Krplivnik entwässert, die ebenfalls in die Große Kerka einmünden. Die Gemeindegemarkung ist leicht hügelig, mit Höhen zwischen 250 und 300 m, und wird ausschließlich land- und forstwirtschaftlich genutzt. Das gesamte Gemeindegebiet gehört dem Dreiländerpark Raab-Goričko-Őrség an.

## Ortsteile
Die Kommune besteht aus zwei Dörfern und zählt ca. 340 Einwohner, damit gehört Hodoš zu den kleinsten selbständigen Gemeinden Sloweniens. Die Bevölkerung besteht zum größten Teil aus Ungarn und die Mehrheit ist evangelisch A.B., infolgedessen sind die Ortstafeln und andere öffentliche Aufschriften in der Gemeinde zweisprachig. Die beiden Orte der Gemeinde sind:
- Hodoš/Hodos
- Krplivnik/Kapornak

## Nachbargemeinden
| Šalovci | Ungarn                                      | Ungarn |
| Šalovci | Kompassrose, die auf Nachbargemeinden zeigt | Ungarn |
| Šalovci | Šalovci, Ungarn                             | Ungarn |

## Wappen
Das Wappen ist vertikal in Blau und Grün geteilt, getrennt durch eine silberne Hellebarde. Der untere abgerundete Teil ist rot und von den beiden oberen Teilen durch eine silberne Litze getrennt. Auf dem unteren roten Grund befinden sich drei Eichenblätter. Im Vordergrund befindet sich eine silberne Blume mit goldenen Rändern, in deren Mitte ein leuchtend rotes Herz ein schwarzes Kreuz einschließt.

## Bevölkerung
2002 lebten in Hodoš 356 Menschen, davon waren 161 Slowenen und 159 Magyaren; 36 Personen gaben keine Ethnie an.

## Verkehr
In Hodoš befindet sich der slowenische Grenzbahnhof an der Bahnstrecke Zalalövő–Murska Sobota.

## Geschichte

### Zweiter Weltkrieg
In Hodoš befinden sich zwei bekannte Massengräber, die mit dem Zweiten Weltkrieg und der unmittelbaren Nachkriegszeit in Verbindung stehen. Das Grab im Kalten Tal (slowenisch: Grobišče Mrzla dolina) liegt im Wald nordwestlich von Hodoš, südwestlich eines kleinen Sees, in einer Schlucht, die als Kaltes Tal (Mrzla dolina, ungarisch: Hideg-völgy) bekannt ist. Es enthält die Überreste von sieben oder acht ethnischen Ungarn (oder möglicherweise deutschen Soldaten), die beim Eintreffen der Roten Armee im April 1945 getötet wurden. Das Massengrab bei der Kaserne (Grobišče pri vojašnici) liegt nördlich von Hodoš, etwa 75 Meter von der ungarischen Grenze entfernt. Es enthält die Überreste einer Gruppe Ungarn, die 1945 illegal die Grenze überquerte. Sie wurden erschossen und ihre Leichen in einen verlassenen Brunnen geworfen.

## Persönlichkeiten
- János Kardos (1801–1873), Pädagoge, Übersetzer und Schriftsteller, wirkte in Hodoš/Őrihodos als evangelischer Pfarrer von 1835 bis zu seinem Tode im Jahre 1873 und ruht hier auf dem Ortsfriedhof.
- Sonja Roman (* 1979), Leichtathletin

## Belege
1. ↑  Population by settlements, detailed data, 1 January 2023. Abgerufen am 22. Februar 2024.
2. ↑  Siedlungen in Hodoš (Pomurska, Slowenien) - Einwohnerzahlen, Grafiken, Karte, Lage, Wetter und Web-Informationen. Abgerufen am 31. Juli 2023.
3. ↑  Hodoš/Hodos. In: Zdravje v občini – NIJZ. Abgerufen am 19. Dezember 2022 (slowenisch).
4. ↑  Vsebina Uradnega lista. In: Uradni list. Abgerufen am 21. Dezember 2022 (slowenisch).
5. ↑  Ferenc, Mitja (2009). "Grobišče Mrzla dolina (Memento des Originals vom 9. Mai 2020 im Internet Archive)  Info: Der Archivlink wurde automatisch eingesetzt und noch nicht geprüft. Bitte prüfe Original- und Archivlink gemäß Anleitung und entferne dann diesen Hinweis.". Geopedia (in Slovenian). Ljubljana: Služba za vojna grobišča, Ministrstvo za delo, družino in socialne zadeve. Abruf 2023-07-09
6. ↑  Ferenc, Mitja (2009). "Grobišče pri vojašnici (Memento des Originals vom 9. Mai 2020 im Internet Archive)  Info: Der Archivlink wurde automatisch eingesetzt und noch nicht geprüft. Bitte prüfe Original- und Archivlink gemäß Anleitung und entferne dann diesen Hinweis.". Geopedia (in Slovenian). Ljubljana: Služba za vojna grobišča, Ministrstvo za delo, družino in socialne zadeve. Abruf 2023-07-09